# Empoasca concava
Empoasca concava är en insektsart som beskrevs av Rowland Southern 2008. Empoasca concava ingår i släktet Empoasca och familjen dvärgstritar. Inga underarter finns listade i Catalogue of Life.